# Pseudodiphasium volubile

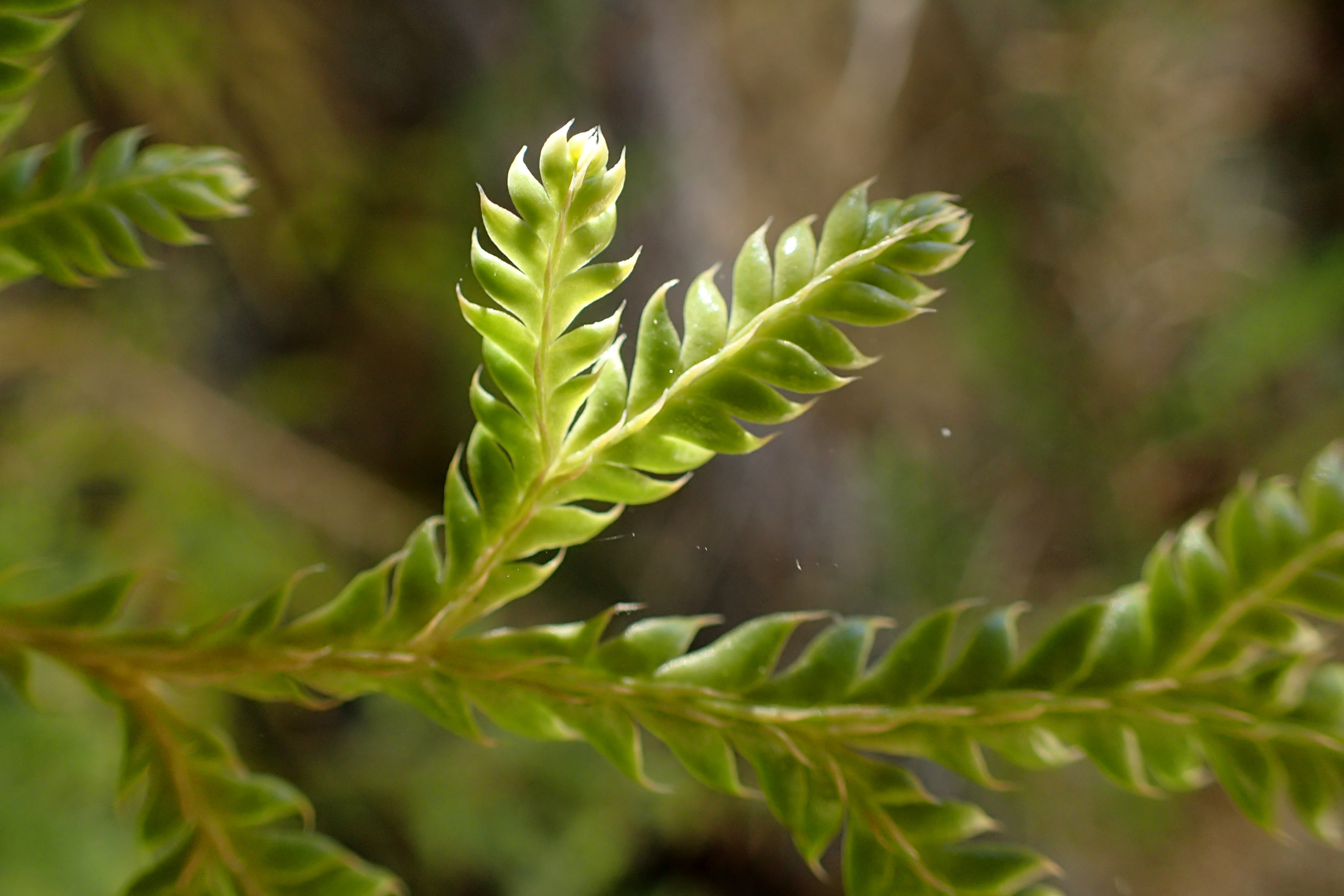
Liście

Pseudodiphasium volubile – gatunek rośliny z rodziny widłakowatych. W wielu źródłach włączany do rodzaju widłak Lycopodium jako L. volubile, jednak w systematyce widłakowatych skłaniającej się do wydzielenia większej liczby rodzajów (np. system PPGI z 2016) wyróżniany jest jako przedstawiciel monotypowego rodzaju Pseudodiphasium. Roślina występuje w południowo-wschodniej Azji, Australii i Oceanii.
P. volubile rośnie w różnych zbiorowiskach zaroślowych i na skrajach zarośli, na przydrożach, zarówno na terenach nizinnych, jak i górskich. Roślina ta jest łatwo rozpoznawalna z powodu płasko, dwustronnie rozłożonych liści oraz licznych, zwisających, kotkowatych kłosów zarodnionośnych. Gametofit (przedrośle) rozwija się pod powierzchnią ziemi.
Pędy tego gatunku bywają zbierane z natury i stosowane są jako zielona ozdoba świąteczna stołu w okresie bożonarodzeniowym („Christmas green”). W uprawie roślina bardzo problematyczna i praktycznie nie spotykana.

## Rozmieszczenie geograficzne
Zasięg gatunku obejmuje obszar: Malezji (przy czym jedyne znane stanowiska w rejonie Cameron Highlands i Sabah mają już prawdopodobnie tylko charakter historyczny), Filipiny, wyspy wschodniej Indonezji (od Borneo i Jawy na wschód), Nową Gwineę, północno-wschodnią Australię (rośnie w Nowej Południowej Walii, podczas gdy w Queensland uznany jest za gatunek wymarły), Wyspy Salomona, Nową Kaledonię i Nową Zelandię oraz otaczające ją wyspy (w Nowej Zelandii jest najbardziej rozpowszechnionym przedstawicielem widłakowatych), wyspy Vanuatu i Tahiti. 
Jako gatunek introdukowany roślina ta stwierdzona została w Ekwadorze. 

## Morfologia

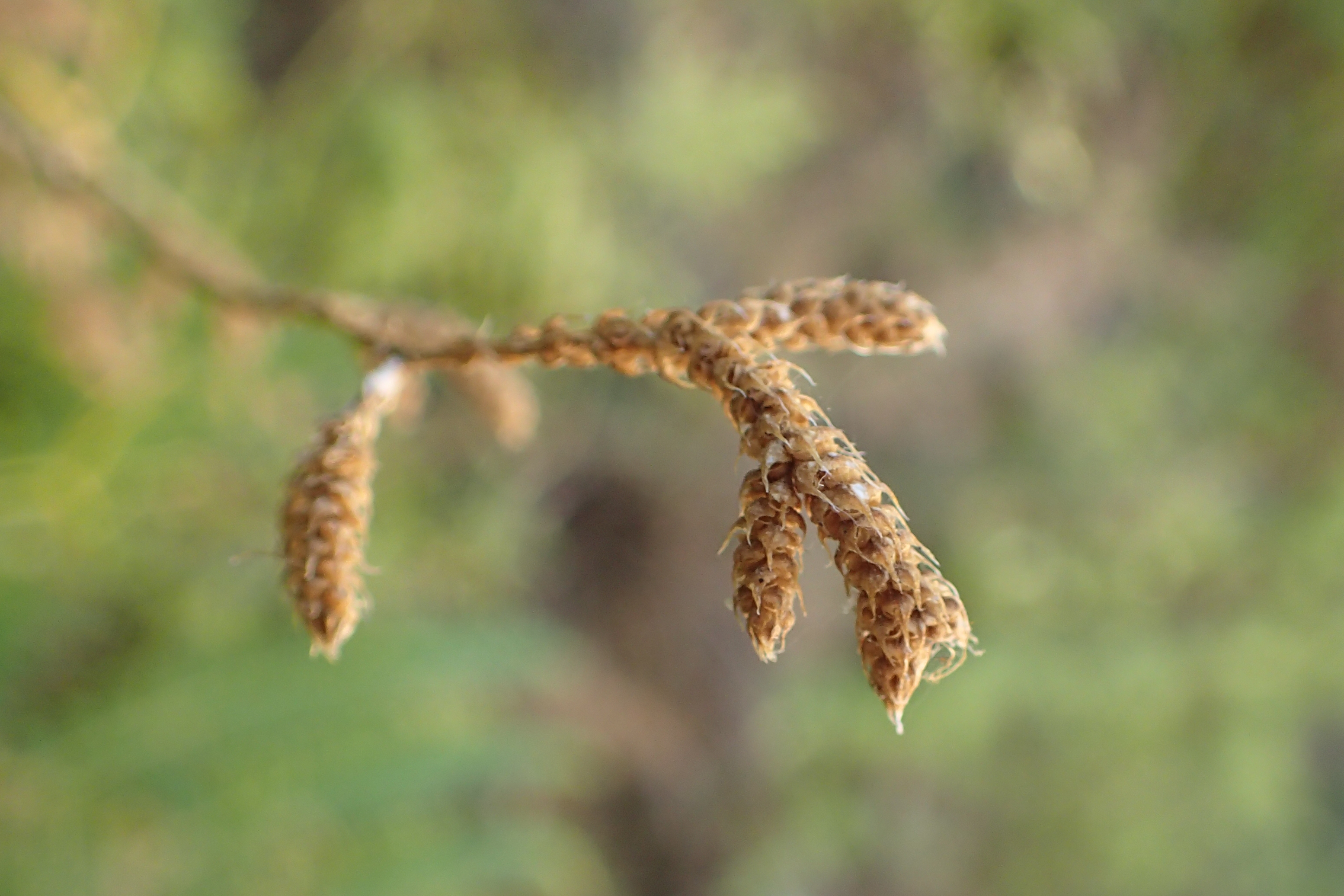
Kłosy zarodnionośne

Pokrój sporofituBylina o pędach płożących i wspinających się, dość cienkich, ale sprężystych, na przekroju obłych, osiągających do 5 metrów długości, odgałęzienia boczne rzadkie, ale one same z kolei gęsto się rozgałęziają w jednej płaszczyźnie.
Liście (mikrofile)Żółtozielone, czasem do pomarańczowych. Na pędach wegetatywnych występują liście trojakiego rodzaju. Większe, rozłożone są płasko po bokach pędów, osiągają do 5 mm długości, mają nieco sierpowaty kształt, są wygięte do przodu i zaostrzone, często też mają nieco podwinięte brzegi i opadają ku dołowi. Mniejsze liście przylegają do górnej powierzchni pędów, są równowąskie, zaostrzone i osiągają do 2 mm długości i 0,2 mm szerokości. Na dolnej stronie pędów rozwijają się nieliczne, rzadko rozmieszczone drobne, łuskowate i przylegające do pędu liście osiągające 1 mm długości.
ZarodnieWyrastają w kątach liści zarodnionośnych (sporofili), mających kapturkowaty kształt i tworzących zwisające, kotkowate kłosy zarodnionośne, mające barwę żółtobrązową i długość do 8 cm. Kłosy zarodnionośne wyrastają w dużej liczbie na końcach silnie rozgałęzionych szypułek, wyraźnie odmiennych z powodu rzadkiego ulistnienia od pędów wegetatywnych.

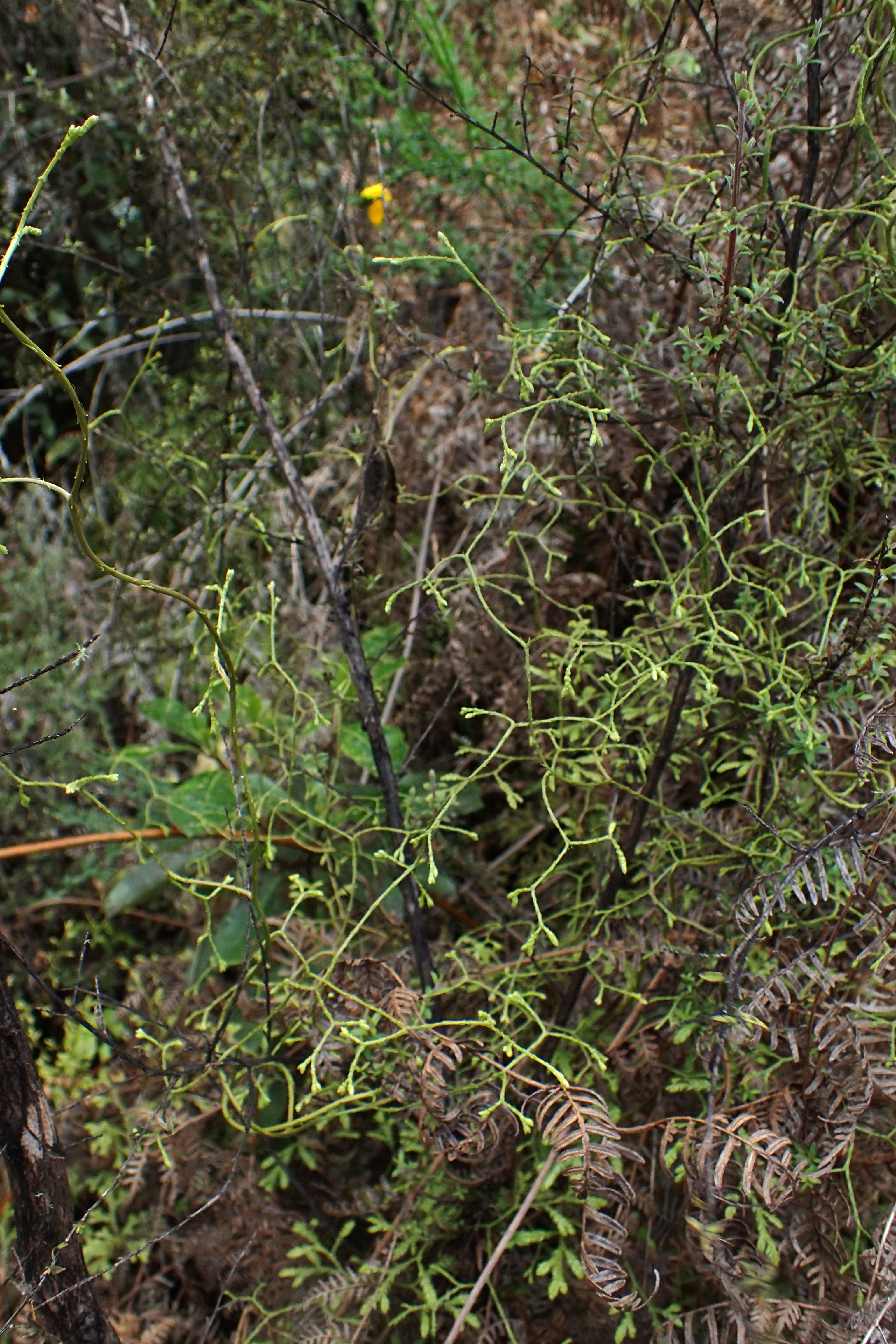
Pęd z młodymi kłosami zarodnionośnymi
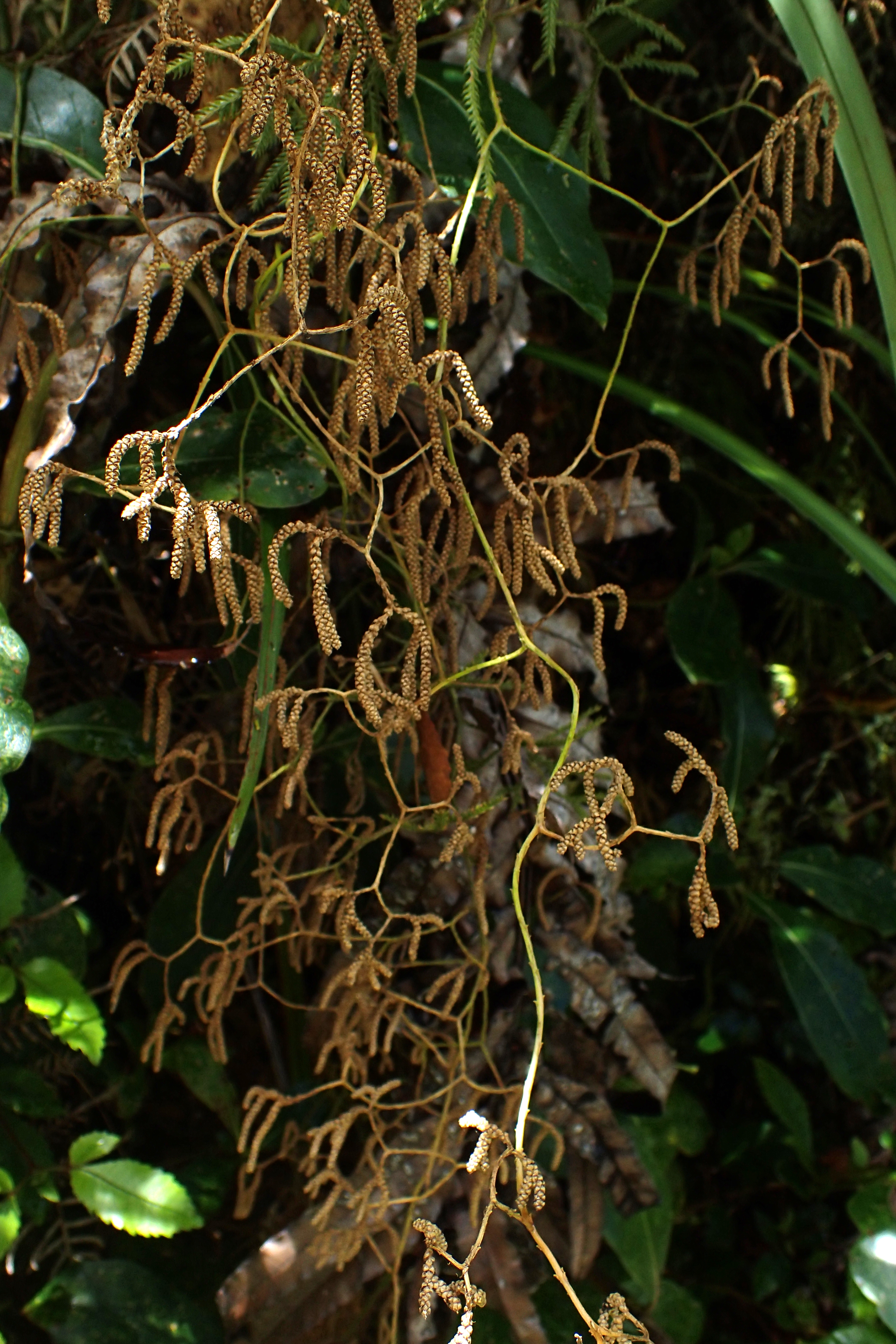
Pęd z dojrzałymi kłosami zarodnionośnymi
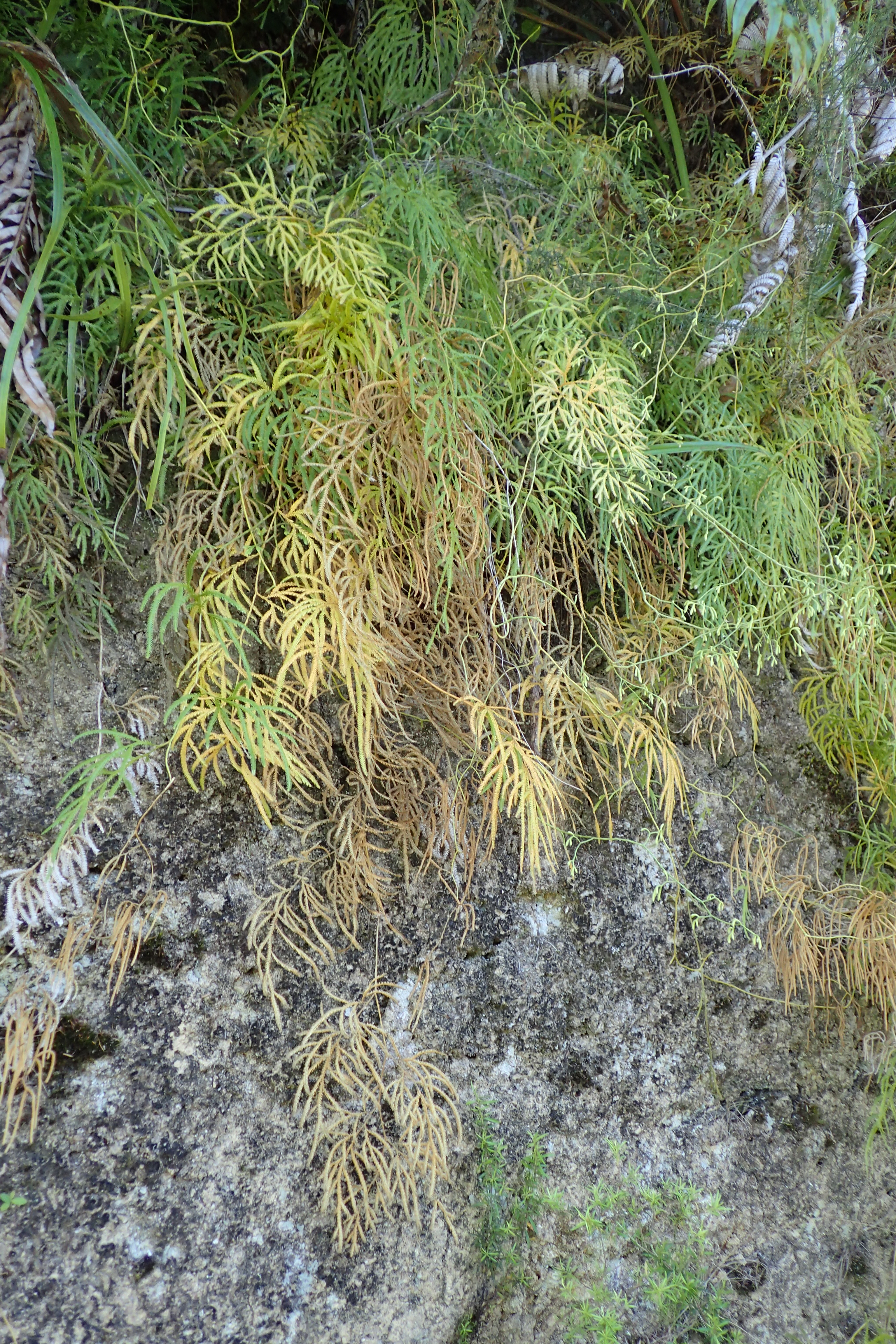
Pokrój

## Systematyka
W systemie PPG I z 2016, obejmującym m.in. widłaki, gatunek ten jest przedstawicielem monotypowego rodzaju Pseudodiphasium Holub, Folia Geobot. Phytotax. 18: 440. 1983, będącego jednym z 9 rodzajów w obrębie podrodziny Lycopodioideae Eaton sensu Wagner & Beitel ex Øllgaard z rodziny widłakowatych. 
Rodzaj wyodrębniony został po raz pierwszy przez Josefa Holuba w 1983 w wyniku zaproponowanego przez niego podziału opisanego wcześniej w 1845 roku rodzaju Diphasium w szerokim ujęciu Karla B. Presla. W alternatywnym (popularnym) ujęciu Lycopodium volubile stanowi monotypową sekcję Pseudodiphasium (Holub) B.Øllgaard w obrębie rodzaju widłak Lycopodium. 
Grupą siostrzaną dla tego taksonu (najbliżej spokrewnioną wśród współczesnych widłakowatych) jest rodzaj Austrolycopodium (= Lycopodium sect. Magellallica), z którym łączą go m.in. takie wspólne cechy jak budowa zarodników i brak kanałów śluzowych w sporofilach.